# Tatry (Beskid Mały)
Tatry (433 m) – szczyt będący ostatnim, najbardziej na wschód wysuniętym wzniesieniem Beskidu Małego, zwanego Beskidem Andrychowskim. Taką lokalizację (z wysokością 441 m) podaje Aleksy Siemionow w „Ziemi Wadowickiej”. Takie położenie szczytu podaje także poziomicowa mapa Geoportalu i wysokość 432,8 m. Ale na mapach jest zamieszanie w lokalizacji tego szczytu. Na lotniczej mapie Geoportalu i na mapie Compassu jest to inny szczyt, położony około 800 m w prostej linii na zachód, na mapie Geoportalu ma on wysokość 466 m, na mapie Compassu 443 m. Na lotniczej mapie Geoportalu Tatry opisane są jako las Śliwik. Na wikipedii przyjęto położenie szczytu według Siemionowa i poziomicowej mapy Geoportalu.
Południowe stoki Tatr opadają ku wsi Jaszczurowa i dolinie potoku Jaszczurówka, północne do Jeziora Mucharskiego, wschodnie do skrzyżowania [[droga krajowa nr 28|drogi krajowej nr 28]] z drogą do Jaszczurowej. Szczyt i stoki Tatr są porośnięte lasem, bezleśne są tylko ich podnóża. Przez Tatry nie przebiega żaden znakowany szlak turystyczny.
Tatry należą do wsi Jaszczurowa w województwie małopolskim, w powiecie wadowickim, w gminie Mucharz.

## Etymologia nazwy
Jest to nazwa stara, ludowego pochodzenia. Nazwa „Tatry” występuje w różnych częściach polskich i słowackich Karpat. Wywodzi się od dawniej używanego słowa tatra. Oprócz niego używano także słów tatry, tatrzyska i podobne. Oznaczały one skaliste wzgórza, skały na szczycie gór, zapadliska, niebezpieczne miejsca w górach itp. Wydany w 1859 r. słownik Lindego tłumaczył słowo tatra jako wysokie góry. Stanisław Staszic, który 1789 r. jechał z Bochni do Kalwarii pisał, że ciągle po lewej ręce ukazywały się śniegiem okryte tatry. Były to szczyty Beskidów. Edmund Wasilewski napisał wiersz o szczycie Kocierz w Beskidzie Małym. W wierszu tym jest werset: Babia Góra i Kocierz, nazwiska gór w Tatrach. Widać wyraźnie, że słowo Tatry nie oznaczało tutaj pasma górskiego Tatry, lecz po prostu wysokie góry.